# Gavarda (kommun)
Gavarda är en kommun i Spanien.   Den ligger i provinsen Província de València och regionen Valencia, i den östra delen av landet, 300 km sydost om huvudstaden Madrid. Antalet invånare är 1 123. Arean är 7,8 kvadratkilometer. Gavarda gränsar till Alberic, Alcàntera de Xúquer, Antella, Beneixida, Càrcer och Villanueva de Castellón. 
Terrängen i Gavarda är platt.